# Bio-gas
Bio-gas je vrsta gasovitog bio-goriva koje se dobija anaerobnom razgradnjom ili fermentacijom organskih materija, uključujući đubrivo, kanalizacioni mulj, komunalni otpad ili bilo koji drugi biorazgradivi otpad. Sastoji se uglavnom od metana i ugljendioksida. U budućnosti bi mogao biti važan izvor energije (energetika).

### Sastav
| Metan (CH4)         | 40-75% |
| Ugljendioksid (CO2) | 25-55% |
| Vodena para (H2O)   | 0-10%  |
| Azot (N)            | 0-5%   |
| Kiseonik (O)        | 0-2%   |
| Vodonik (H)         | 0-1%   |
| Amonijak (NH3)      | 0-1%   |
| (H2S)               | 0-1%   |

Energetski su značajni samo metan i vodonik. Problematični su H2S i Amonijak, koje je često pre upotrebe bio-gasa neophodno odstraniti, da ne bi agresivno delovali na opremu.

## Podvrste
U bio-gas se ubrajaju
- barski gas
- gas iz anaerobnih postrojenja za preradu otpadnih voda, septičkih jama i sl.
- gas sa deponija čvrstog otpada
- gas nastao u poljoprivredi (pre svega sa pirinčanih polja, ali i sa komposta, iz probavnog trakta žitotinja (uglavnom preživara), i sl.)

## Upotreba
Bio-gas se koristi za proizvodnju:
- toplotne energije,
- toplotne i električne energije (kogeneracija) - ovo je najčešći slučaj,
- toplotne energije, električne energije i hladnoće (trigeneracija) - samo izuzetno.

Malim delom se koristi i na automobilima (uglavnom gradskim autobusima), ali s obzirom da ipak traži prethodnu pripremu, teško se kao takav može nazvati automobilskim gorivom.